# Estret de Florida
L'estret de Florida o estrets de Florida (en castellà: estrecho de Florida) és un estret situat al sud-sud-est d'Amèrica del Nord. Es troba entre el golf de Mèxic i l'oceà Atlàntic, entre la península de Florida i els Keys de Florida, als Estats Units, i les illes de Cuba i les Bahames. Té una amplada de 150 km en el seu punt més estret, entre Key West i la costa cubana, i té una profunditat mitjana de 1.800 metres. Per l'estret hi discorre el corrent de Florida, un corrent càlid procedent del golf de Mèxic, que després s'uneix amb el corrent de les Antilles per formar el Corrent del Golf.
De 1947 al 1962 es van perforar cinc pous a les aigües estatals al sud dels Keys de Florida. La petroliera Gulf Oil va perforar tres pous a les aigües federals al sud dels Keys de Florida el 1960 i 1961. Tots els pous eren forats secs. Els drets sobre els jaciments de petroli i gas natural situats a la zona econòmica exclusiva es van dividir entre els Estats Units i Cuba mitjançant un tractat firmat el 1977.

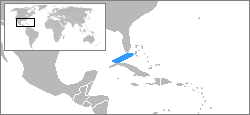
L'estret de Florida

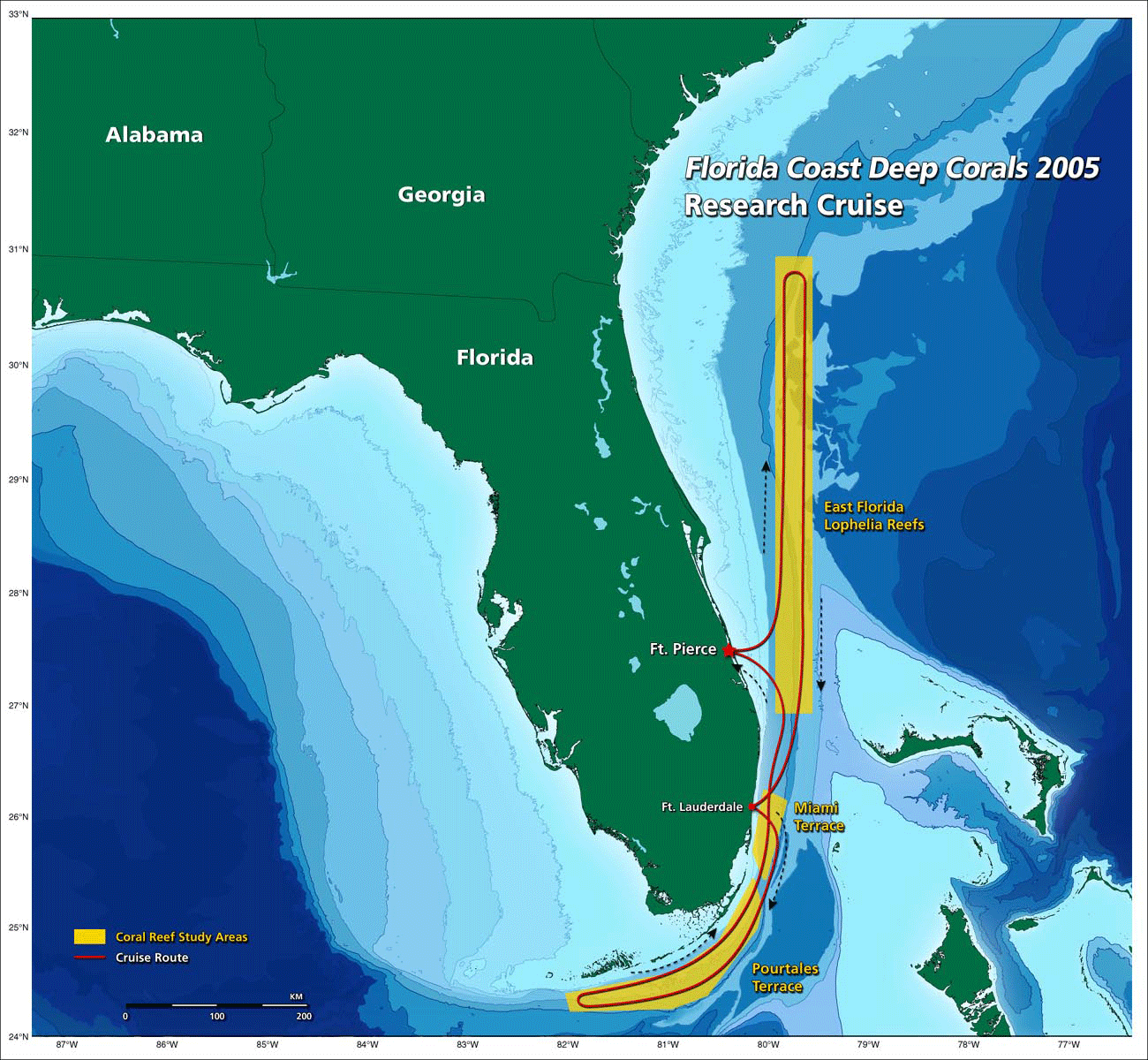
L'estret de Florida, el canal en forma de L entre el sud-est de Florida i les Bahames, i els Keys de Florida i Cuba.

## Geografia
L'estret mesura 549 km de llarg amb una amplada mitjana de 162 km i una profunditat de més de 1.800 m prop de Cuba, la profunditat de 1.829 m es troba només uns pocs quilòmetres al nord de Mariel a Cuba. A menys de 100 km a l'oest, aproximadament a la mateixa latitud però al nord de la Península de Guanahacabibes, trobem profunditats que arriben als 3.483 m — profunditats insospitades fa només unes dècades: l'any 1959 encara parlàvem d'un màxim d'uns 1.800 m.
Separa els keys (des del Parc Nacional de les Tortugues Seques fins a Virginia Key) i la costa oriental de Florida d'una banda, de Cuba i les illes d'Andros i Gran Bahama per l'altra. Recorre el costat oest dels bancs de les Bahames (vegeu el mapa i la foto de satèl·lit).
És el punt d'encreuament del corrent de Florida, un corrent càlid que ve del golf de Mèxic cap a l'oest, que després s'uneix al corrent de les Antilles per formar el Corrent del Golf.
La badia de Matanzas a Cuba, situada a l'extrem occidental de l’arxipèlag de Sabana-Camagüey i a menys de 20 km a l'oest de Varadero a la península de Hicacos, s'obre directament a l'estret de Florida. Els dies 7 i 8 de setembre de 1628, aquesta badia va ser l'escenari d'una notable victòria naval holandesa sobre els espanyols.
Les temperatures de l'aigua superficial són més baixes (25 °C a 26 °C) de desembre a març, quan estan influenciades per l'entrada d'aigua més freda del golf de Mèxic, i més altes de juliol a setembre (29,0 °C a 29,4 °C); la temperatura mitjana anual de la capa superficial d'aigua és de 27,5 °C. La salinitat de l'aigua a les capes superficials està influenciada per la migració estacional de la zona de convergència intertropical entre els 15° N. w. i 5° S. w. i canvis en els patrons d'evaporació i precipitació. A la zona de l'estret de Florida, la salinitat de la capa superficial és més alta al gener-juny (36,1-36,2 ‰) i baixa a 35,9 ‰ a l'agost-desembre.
La badia de Florida, segons dades de principis dels anys 2000, té la major diversitat d'espècies de peixos de l'oceà Atlàntic, així com la concentració més alta d'espècies endèmiques .

Les aigües de l'estret banyen els ports de Miami (EUA) i l'Havana (Cuba) . La frontera entre les zones econòmiques dels Estats Units i Cuba transcorre pel mig de l'estret, tal com la defineix el tractat de 1977 entre els Estats Units i Cuba.
Històricament, l'estret de Florida ha servit com a pas important per als vaixells que es dirigeixen des del nord i l'est cap al golf de Mèxic i el canal de Panamà. Això la converteix en una de les vies de navegació més transitades del món. A principis dels anys 2000, uns 8.000 vaixells de càrrega i diversos centenars de creuers anualment passaven per l'estret. Només la ciutat de Key West, als Cayos de Florida, va ser utilitzada com a destinació per 22 línies de creuers l'any 2000, acollint prop de 800.000 passatgers aquell any. A causa del fet que més de la meitat del petroli i els productes derivats del petroli nord-americans passen per l'estret de Florida, la Marina dels Estats Units el classifica com un dels 12 passos marítims més estratègicament importants del món .
A principis del segle xxi, el govern cubà es va interessar per les perspectives de producció de petroli a la zona costanera de l'estret de Florida. L'any 2012 es va iniciar la perforació del primer pou d'assaig des de la plataforma semisubmergible Scarabeo 9 . El Servei Geològic dels Estats Units estima que les reserves de cru no descobertes a la conca del nord de Cuba podrien arribar als 4.600 milions de barrils, però la producció al transitat pas marítim està plena de dificultats i està plena de risc de vessaments de petroli amb greus conseqüències ambientals.

### Sòl, coralls i corrents
Gran part del seu sòl està cobert de coralls d'aigua freda formant relleus remarcables. Aquestes profunditats, especialment a les ribes de les Bahames, estan esquitxades de turons de corall viu, molt variats en les seves formes, mides i orientació general. Les característiques individuals de la seva morfologia i el seu desenvolupament s'han atribuït durant molt de temps essencialment al règim actual; però un estudi de 2011 mostra que hi ha poca o cap correlació entre aquests corrents i les característiques d'aquests turons de corall, però que les taxes de sedimentació relatives són el factor dominant. També hi juga un corrent just a sobre del fons marí, que flueix en direcció nord-sud però el sentit de circulació del qual s'inverteix aproximadament cada sis hores.; a més durant el període d'inversió presenta desviacions puntuals i intermitents. Aquest corrent profund, amb aquestes característiques complexes, seria un element dominant en la formació, morfologia i orientació dels turons coral·lins.

## Petroli i gas
Es van perforar cinc pous a les aigües estatals al sud dels Cayos de Florida entre 1947 i 1962. Gulf Oil va perforar tres pous en aigües federals al sud dels Cayos de Florida el 1960 i el 1961. Tots els pous eren forats secs.
El límit entre les zones econòmiques exclusives dels EUA i Cuba es troba a mig camí entre Cuba i Florida, tal com determina l'Acord de frontera marítima entre Cuba i els Estats Units de 1977.

### Cuba mar endins
Cuba té tres jaciments de petroli en alta mar en producció a 5 km de la seva costa nord enfront de Florida. El Servei Geològic dels Estats Units estima que la conca del nord de Cuba conté 5500 milions de barrils de petroli no descoberts i 9,8 bilions de peus cúbics de gas natural, gairebé tots a la part alta de la conca.
La qüestió de permetre l'exploració de petroli i gas a la costa de Florida es va convertir en un tema molt disputat a les eleccions nord-americanes del 2008. En una columna publicada el 5 de juny de 2008, el columnista sindical George Will va escriure que una companyia petroliera xinesa estava perforant en aigües cubanes a 97 km de la costa de Florida, una afirmació que van repetir els candidats a favor de la perforació en alta mar. De fet, llavors no es feia cap perforació en aquella part de les aigües cubanes.
L'any 2004 la petroliera espanyola Repsol va perforar en profundes aigües cubanes entre Cuba i els Keys de Florida, i va trobar un jaciment de petroli; el dipòsit va ser considerat no comercial i el forat es va tapar. L'octubre de 2008, Cuba va signar un acord amb la companyia petroliera estatal brasilera Petrobras, que preveu que Petrobras estregui petroli i gas en aigües profundes de la costa nord de Cuba. El juliol de 2009, Cuba va signar un acord amb el govern rus que atorgava a la companyia petroliera russa Zarubezhneft drets d'exploració de petroli a la costa nord de Cuba. El maig de 2011, Petrobas s'havia retirat de l'acord de 2008 a causa de les males perspectives.

### Mar endins de les Bahames
El 2009, l'empresa registrada a les illes Malvines Bharat Petroleum Company Ltd. i l'empresa noruega Equinor van anunciar una empresa conjunta per perforar petroli a les aigües de les Bahames al nord de Cuba i al sud-est de Florida. El govern de les Bahames va indicar que les sol·licituds de perforació en alta mar estan en suspens a l'espera de negociacions amb Cuba, els Estats Units i les Illes Turks i Caicos sobre els límits exactes entre les seves respectives zones econòmiques exclusives.

## Travessia
La natació a través de l'estret va ser realitzada per l'australiana Susie Maroney (amb gàbia de taurons) el 1997 i la nord-americana Diana Nyad (sense la gàbia de taurons) el 2013. Aquesta última va trigar, als 64 anys, 52 hores i 54 minuts en recórrer els 171 km entre l'Havana i Key West.